# Astronidium vanikoroense
Astronidium vanikoroense är en tvåhjärtbladig växtart som beskrevs av J.F. Maxwell. Astronidium vanikoroense ingår i släktet Astronidium och familjen Melastomataceae. Inga underarter finns listade i Catalogue of Life.